# Neuhausen auf den Fildern
Neuhausen auf den Fildern település Németországban, azon belül Baden-Württembergben. Lakosainak száma 12 485 fő (2023. december 31.).

## Népesség
A település népessége az elmúlt években az alábbi módon változott:
| Lakosok száma | 5988 | 8032 | 9698 | 10 034 | 10 439 | 10 589 | 10 870 | 11 450 | 11 346 | 12 485 |
|               | 1961 | 1967 | 1974 | 1980   | 1987   | 1993   | 2000   | 2006   | 2013   | 2023   |